# 全釈漢文大系
『全釈漢文大系』（全釋漢文大系、ぜんしゃくかんぶんたいけい）は、集英社で1973年から1980年にかけ刊行された。
古代中国の儒教（経書）を軸とした『漢文大系』で、編者代表は宇野精一と平岡武夫。
「本文」と「読み下し文」に、通釈・語釈（現代語訳と解説）・総索引を備えている。

## 収録書目
- 全釈漢文大系 1　論語、平岡武夫訳・注解（以下略）、1980年
- 全釈漢文大系 2　孟子、宇野精一、1979年／講談社学術文庫（改訂版）、2019年
- 全釈漢文大系 3　大学・中庸、山下龍二、1974年
- 全釈漢文大系 4.5.6　春秋左氏伝、竹内照夫、1974-75年
- 全釈漢文大系 7.8　荀子、金谷治・佐川修・町田三郎、1973-74年
- 全釈漢文大系 9.10　易経、鈴木由次郎、1974年
- 全釈漢文大系 11　尚書（書経）、池田末利、1976年
- 全釈漢文大系 12.13.14　礼記、市原亨吉・今井清・鈴木隆一、1976-79年
- 全釈漢文大系 15　老子、斎藤晌（しょう）、1979年
- 全釈漢文大系 16.17　荘子、赤塚忠、1974-77年
- 全釈漢文大系 18.19　墨子、渡辺卓・新田大作、1974-77年
- 全釈漢文大系 20.21　韓非子、小野沢精一、1975-78年
- 全釈漢文大系 22　孫子・呉子、山井湧、1975年
- 全釈漢文大系 23.24.25　戦国策、近藤光男、1975-79年
- 全釈漢文大系 26-32　文選（全7巻）、小尾郊一・花房英樹、1974-76年
- 全釈漢文大系 33　山海経・列仙伝、前野直彬、1975年